# Závadka nad Hronom
Závadka nad Hronom – wieś (obec) w środkowej Słowacji, położona w kraju bańskobystrzyckim, w powiecie Brezno.

## Położenie
Wieś leży w dolinie Hronu, ograniczonej łańcuchem Niżnych Tatr od północy i pasmem Rudaw Słowackich od południa, w historycznym regionie Horehronie. Centrum zabudowy rozwinęło się u ujścia do Hronu jego lewobrzeżnego dopływu, potoku Hronec. Przez miejscowość biegnie linia kolejowa nr 116 A Červená Skala – Banská Bystrica oraz  droga krajowa nr 66.

## Historia
Wieś została założona na prawie wołoskim już w XVI w. Pierwsze wzmianki o miejscowości pochodzą z roku 1611. Należała do rozległego "państwa" feudalnego z siedzibą na zamku murańskim. Mieszkańcy zajmowali się pasterstwem, ubogim rolnictwem oraz pracą w lasach przy pozyskiwaniu drewna. Od XVIII w. na terenie wsi wydobywano rudę żelaza. Powstała huta i kuźnice napędzane kołami wodnymi, a później także walcownia blach. W XIX w. znacznie rozwinęła się hodowla owiec i wyrób owczych serów, a także produkcja płótna i sukiennictwo. Po wyczerpaniu złóż rudy i zaniku przemysłu zapanowało wielkie bezrobocie, skutkujące w latach międzywojennych znaczną emigracją.

## Demografia
Według danych z dnia 31 grudnia 2012, wieś zamieszkiwało 2427 osób, w tym 1250 kobiet i 1177 mężczyzn.
W 2001 roku rozkład populacji względem narodowości i przynależności etnicznej wyglądał następująco:
- Słowacy – 95,87%
- Czesi – 0,41%
- Romowie – 3,04%
- Węgrzy – 0,12%

Ze względu na wyznawaną religię struktura mieszkańców kształtowała się w 2001 roku następująco:
- Katolicy rzymscy – 89,02%
- Grekokatolicy – 1,26%
- Ewangelicy – 1,09%
- Ateiści – 4,98%
- Przedstawiciele innych wyznań – 0,08%
- Nie podano – 1,86%

## Zabytki
- Kościół katolicki z 1784 r. p.w. św. Jana Nepomucena. Murowany, z wieżą na osi, w stylu późnobarokowym, z wyposażeniem z tego samego okresu[6].